# Rhamphomyia coracina
Rhamphomyia coracina är en tvåvingeart som beskrevs av Zetterstedt 1849. Rhamphomyia coracina ingår i släktet Rhamphomyia och familjen dansflugor. Arten är reproducerande i Sverige. Inga underarter finns listade i Catalogue of Life.